# ثورة 1 بريريال في السنة الثالثة
كانت ثورة 1 بريريال في السنة الثالثة ثورة شعبية في باريس في 20 مايو 1795 ضد سياسات المؤتمر التروميدوري. كانت آخر وأبرز الثورات الشعبية في الثورة الفرنسية وأكثرها عنادًا. بعد هزيمتهم في بريريال، توقف السان كيلوت عن لعب أي دور فعال حتى الجولة التالية من الثورات مطلع القرن التاسع عشر. بدرجة أقل، تعتبر هذه الحركات مهمة أيضًا من ناحية أنها تشير إلى المحاولة الأخيرة لبقية مجموعة الجبل واليعاقبة لاستعادة هيمنتهم السياسية في المؤتمر وأقسام باريس، هذه المرة، برغم أنهم أعطوا بعض التوجيه السياسي للحركة الشعبية التي نشأت في المقام الأول احتجاجًا على تدهور الظروف الاقتصادية، كان تدخلهم جبانًا وفاترًا وحكم على الحركة بالفشل.

## الأسباب
أثار التخلي عن الاقتصاد الموجَّه كارثةً اقتصادية مخيفة. ارتفعت الأسعار وانخفض سعر الصرف. خضعت الجمهورية لتضخم هائل ودُمرت عملتها. في عهد الترميدور في العام الثالث، كانت الأسينية تساوي أقل من 3% بالمئة من قيمتها الاسمية. لم يقبل الفلاحون ولا التجار بأي شيء سوى العملة المعدنية. كانت الكارثة سريعة للغاية لدرجة أن الحياة الاقتصادية بدت وكأنها توقفت.
أدت العقبات التي لم يكن ممكنًا التغلب عليها والتي أثارتها إعادة تأسيس الحرية الاقتصادية قبل الأوان إلى جعل الحكومة في حالة ضعف شديد. بافتقارها إلى الموارد، أصبحت الحكومة غير قادرة على الإدارة تقريبًا، وأثارت الأزمة مشاكل كادت أن تؤدي إلى انهيارها. بدأ السان كيلوت، الذين سمحوا بحظر اليعاقبة دون أن يواجهوا اعتراضات، بالندم على نظام السنة الثانية، إذ أصبحوا الآن دون عمل ودون خبز.

## التمرد

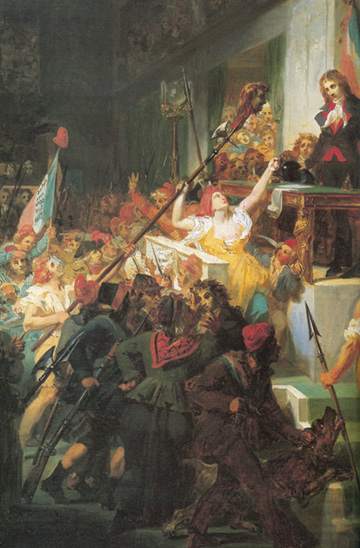
لوحات تاريخ ثلاثينيات القرن التاسع عشر، لوحة ١٨٣١، لوحات زيتية على القماش من القرن التاسع عشر في فرنسا

أعطى كتيب، نُشر في مساء 30 فلوريال (19 مايو 1795) بعنوان تمرد الشعب للحصول على الخبز واستعادة حقه، الإشارة للحركة. زوّد هذا الكتيب، الذي عُرف بخطة التمرد، المحرضين الشعبيين بأهداف محددة، عبّرت كلمة واحدة عن أول تلك الأهداف: الخبز! وقد شُرحت أهدافه السياسية بمزيد من التفصيل: تطبيق دستور عام 1793 وانتخاب جمعية تشريعية تحل محل المؤتمر والإفراج عن الوطنيين المسجونين. وطُلب من الناس أن يسيروا كلهم معًا إلى المؤتمر في 1 بريريال. ليس هناك أي شك أن قادة سان كيلوت قاموا بالتحضير للتمرد. في ساعة مبكرة من 29 جيرمينال (18 أبريل)، أبلغ روفير المؤتمر عن مؤامرة. بالنسبة لنواب اليسار، أظهر موقفهم في 1 بريريال أنهم ينظرون بشكل إيجابي إلى الحركة، غير أنهم لم يفعلوا شيئًا لتنظيمها أو توجيهها.

### الجولة الأولى
في وقت مبكر من 1 بريريال دُقّ ناقوس الخطر في ضاحية سان أنطوان وفي جاردين دي بلانت. مرة أخرى، كما حدث في أكتوبر 1789، كانت النساء من اتخذ المبادرة وأدخلن رجالهن في العمل بعدهن. في ضاحية دو نورد (سان دوني) اتصلن بالرجال من ورش العمل في الساعة السابعة صباحًا. كان هناك أعمال شغب من أجل الغذاء وتجمعات للنساء في محلات الخبازين في بوبينكورت وغرافيلييه ودروا دي لاومي. أثناء سيرهم، أرغموا النساء في المتاجر والمنازل الخاصة، وأخريات يركبن العربات، على الانضمام إليهن. وصلن إلى ساحة كاروسيل، أمام قصر التويليري، عند الساعة الثانية، وأُلصق الشعار المزدوج للتمرد، الخبز ودستور عام 1793، على قبعاتهن وقمصانهن وبلوزاتهن. مزودات بهذا، اقتحمن قاعة التجمع، غير أنهن طُردن بسرعة. وعُدن مع الجماعات المسلحة من الحرس الوطني بعد مضي ساعة.
في غضون ذلك، وُجه نداء عام لحمل السلاح في ضاحية سان أنطوان، حمل الرجال أسلحتهم بسرعة واستعدوا للحاق بالنساء إلى التويلري. بدأت حركة مماثلة في ضاحية سان مارسيل والأقسام المركزية.